# Gymnasium Neustadt in Westpreußen

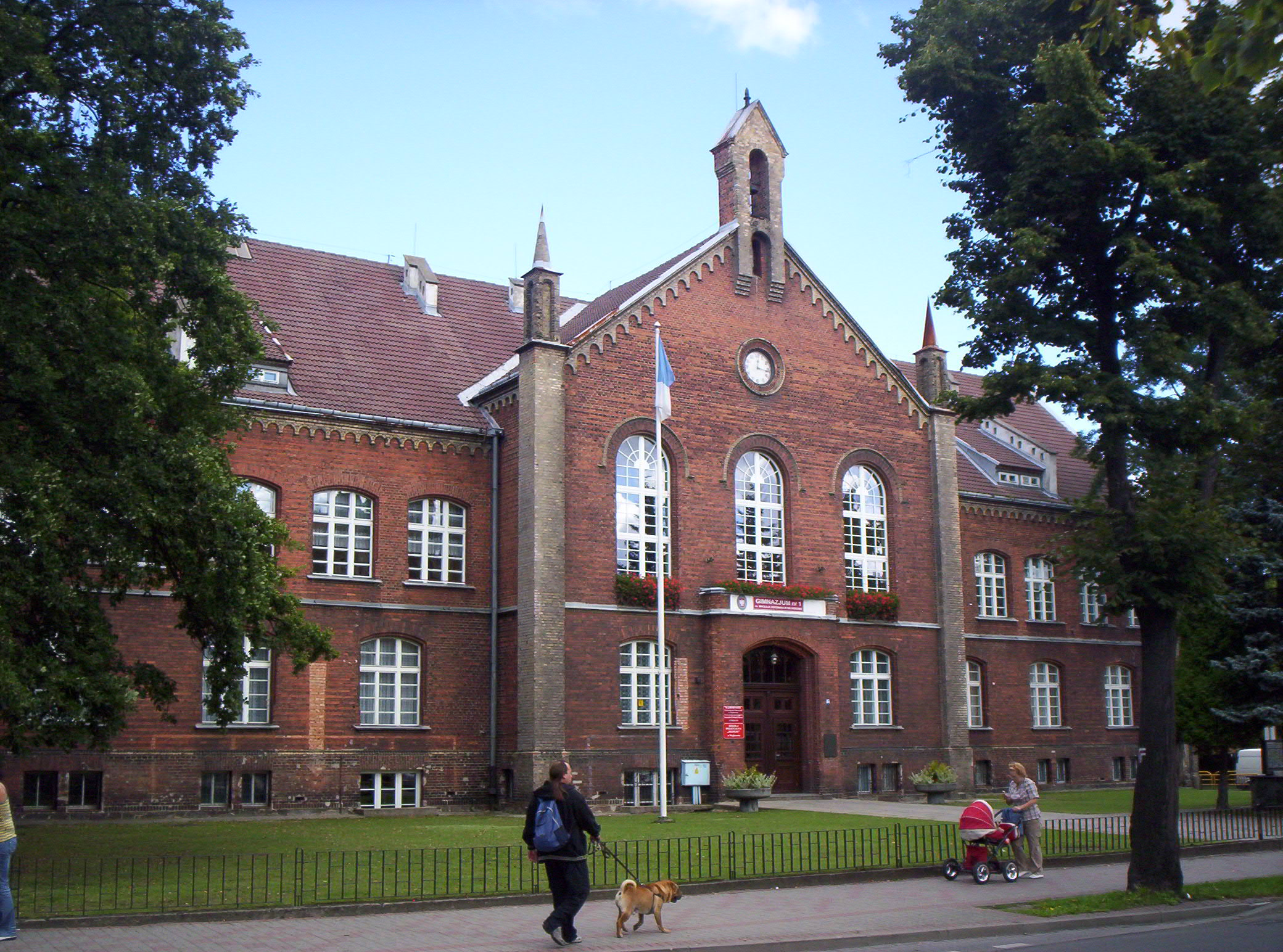
Schulgebäude heute

Das Königliche Gymnasium (bis 1875 Königliches katholisches Gymnasium) war eine Schule in Neustadt in Westpreußen (Wejherowo) von 1861 bis 1919. Sie wurde danach als Staatliches Gymnasium weitergeführt.

## Geschichte
1857 wurde das Königliche katholische Progymnasium in Neustadt gegründet. Es befand sich im Gebäude der Schule der Franziskaner, die von 1651 bis 1826 bestanden hatte. Es gab vier Klassen.
1861 wurde es in ein Königliches katholisches Gymnasium umgewandelt. 1866 wurde ein neues Schulgebäude fertiggestellt. 
Das Gymnasium hatte sechs Klassen. Die Mehrzahl der Schüler war polnisch. Die Unterrichtssprache war deutsch, neben den anderen Gymnasialfächern wurde auch polnische Sprache unterrichtet. Seit den 1870er Jahren war dieses nur noch fakultativ, seit 1901 gab es das nicht mehr. Unter den polnischen Schülern entstanden im Lauf der Jahrzehnte mehrere Schüleruntergrundbewegungen. Von 1857 bis 1915 gab es 532 Absolventen, von denen 284 katholisch waren.
1920 wurde die Schule als polnisches Staatliches Gymnasium weitergeführt, seit 1923 mit dem Namen Gimnazjum i liceum im. Króla Jana III. Sobieskiego.
1939 blieb dieses nach der deutschen Besetzung bestehen, es wurden aber fast alle polnischen Lehrer entlassen, einige von ihnen getötet.
Ab 1945 wurde das Gymnasium wieder genutzt. 1965 erfolgte ein Umzug. Die Schule heißt heute I Liceum ogólnokształcące im. Króla Jana III. Sobieskiego. In dem alten Gymnasialgebäude von 1866 in der ul. Króla Jana Sobieskiego 300 befindet sich heute die Szkoła podstawowa Nr. 9.

## Persönlichkeiten
Direktoren
- Johannes Seemann, 1857–1885
- Max Koenigsbeck, 1885–1903
- Johannes Rittau, 1903–1919
- Andrzej Wyka, 1920–1923

Lehrer
- Robert Thomaszewski, 1857–1867

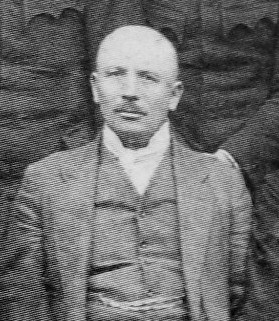
Andrzej Wyka

- Stanisław Maroński, Geschichte, Latein, Polnisch 1857–1872
- Franz Schultz (1841–um 1925), um 1865–1867

Schüler

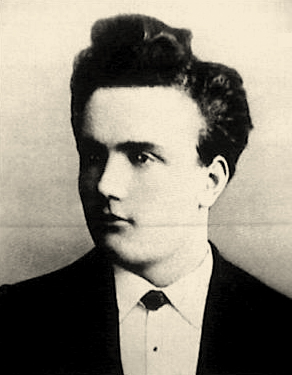
Paul Nipkow, 1884

- Paul Nipkow (1860–1940), Erfinder und Wegbereiter des Fernsehens, Schüler 1880–1882
- Bernhard Buchholz (1870–1954), Regierungsdirektor in Grenzmark Posen-Westpreußen
- Hans Albert Hohnfeldt (1897–nach 1939), NSDAP-Gauleiter und Senator in Danzig
- Gerhard Schramm (1903–1998), Eisenbahningenieur